# موتور حاج حمید زردکوهی
موتور حاج حمید زردکوهی یک منطقهٔ مسکونی در ایران است که در دهستان حومه (ایرانشهر) واقع شده‌است.